# Eulenthal (Overath)
Eulenthal ist ein Ortsteil von Overath im Rheinisch-Bergischen Kreis in Nordrhein-Westfalen, Deutschland.

## Lage und Beschreibung
Der dörflich geprägte Ortsteil Eulenthal liegt an der Kreisstraße 34, die hier Eulenthaler Straße heißt. Er gehört zum Quellgebiet des weitgehend naturgeschützten Naafbachs, der zwei Bächen im Waldgebiet des Heckbergs und einer Reihe unterirdischer Quellen entspringt. Die nächsten Ortschaften sind Halzemich, Viersbrücken, Buschhoven und Leyenhaus. Das Gebiet enthält Feuchtgrünflächen mit besonderer Pflanzen- und Tierwelt, ist von Wanderwegen erschlossen und wird naturräumlich zum Marialinder Riedelland gezählt. In Eulenthal wird alljährlich zum Erntedankfest ein Erntepaar gewählt, das sich in einem kilometerlangen festlichen Ernteumzug den Zuschauern der Region präsentiert.

## Geschichte
Der Lehnshof Eulenthal gehörte vermutlich einem Adolfus der Urle – von diesem ungewöhnlichen Namen wurde wohl der Name Eulenthal abgeleitet.
Die Topographia Ducatus Montani des Erich Philipp Ploennies, Blatt Amt Steinbach, belegt, dass der Wohnplatz bereits 1715 zwei Hofstellen besaß, die als Eulendahl beschriftet sind. Carl Friedrich von Wiebeking benennt die Hofschaft auf seiner Charte des Herzogthums Berg 1789 als Lehenthal. Aus ihr geht hervor, dass der Ort zu dieser Zeit Teil der Honschaft Heiliger im Kirchspiel Overath war.
Der Ort ist auf der Topographischen Aufnahme der Rheinlande von 1817 als Eulenthal verzeichnet. Die Preußische Uraufnahme von 1845 zeigt den Wohnplatz unter dem Namen Eulenthal. Ab der Preußischen Neuaufnahme von 1892 ist der Ort auf Messtischblättern regelmäßig als Eulenthal verzeichnet.
1822 lebten 19 Menschen im als Hof kategorisierten und als Eulendahl bezeichneten Ort, der nach dem Zusammenbruch der napoleonischen Administration und deren Ablösung zur Bürgermeisterei Overath im Kreis Mülheim am Rhein gehörte. Für das Jahr 1830 werden für den als Hof und Eulendahl bezeichneten Ort 20 Einwohner angegeben. Der 1845 laut der Uebersicht des Regierungs-Bezirks Cöln als Weiler kategorisierte und als Eulenthal bezeichnete Ort besaß zu dieser Zeit fünf Wohngebäude mit 32 Einwohnern, alle katholischen Bekenntnisses. Die Gemeinde- und Gutbezirksstatistik der Rheinprovinz führt Eulenthal 1871 mit fünf Wohnhäusern und 25 Einwohnern auf. Im Gemeindelexikon für die Provinz Rheinland von 1888 werden für Eulenthal sieben Wohnhäuser mit 34 Einwohnern angegeben. 1895 besitzt der Ort sechs Wohnhäuser mit 37 Einwohnern und gehörte konfessionell zum katholischen Kirchspiel Marialinden, 1905 werden sechs Wohnhäuser und 31 Einwohner angegeben.

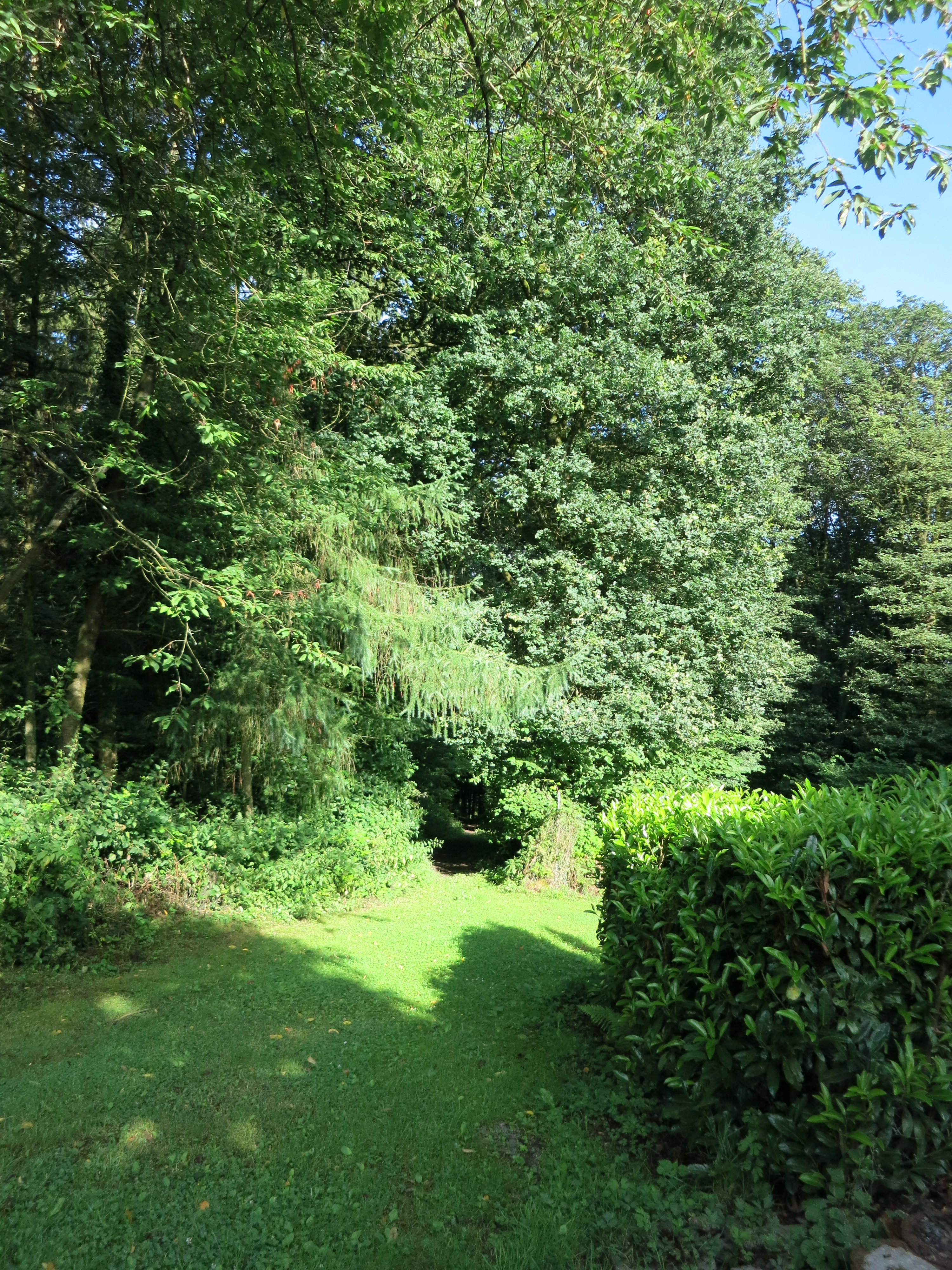
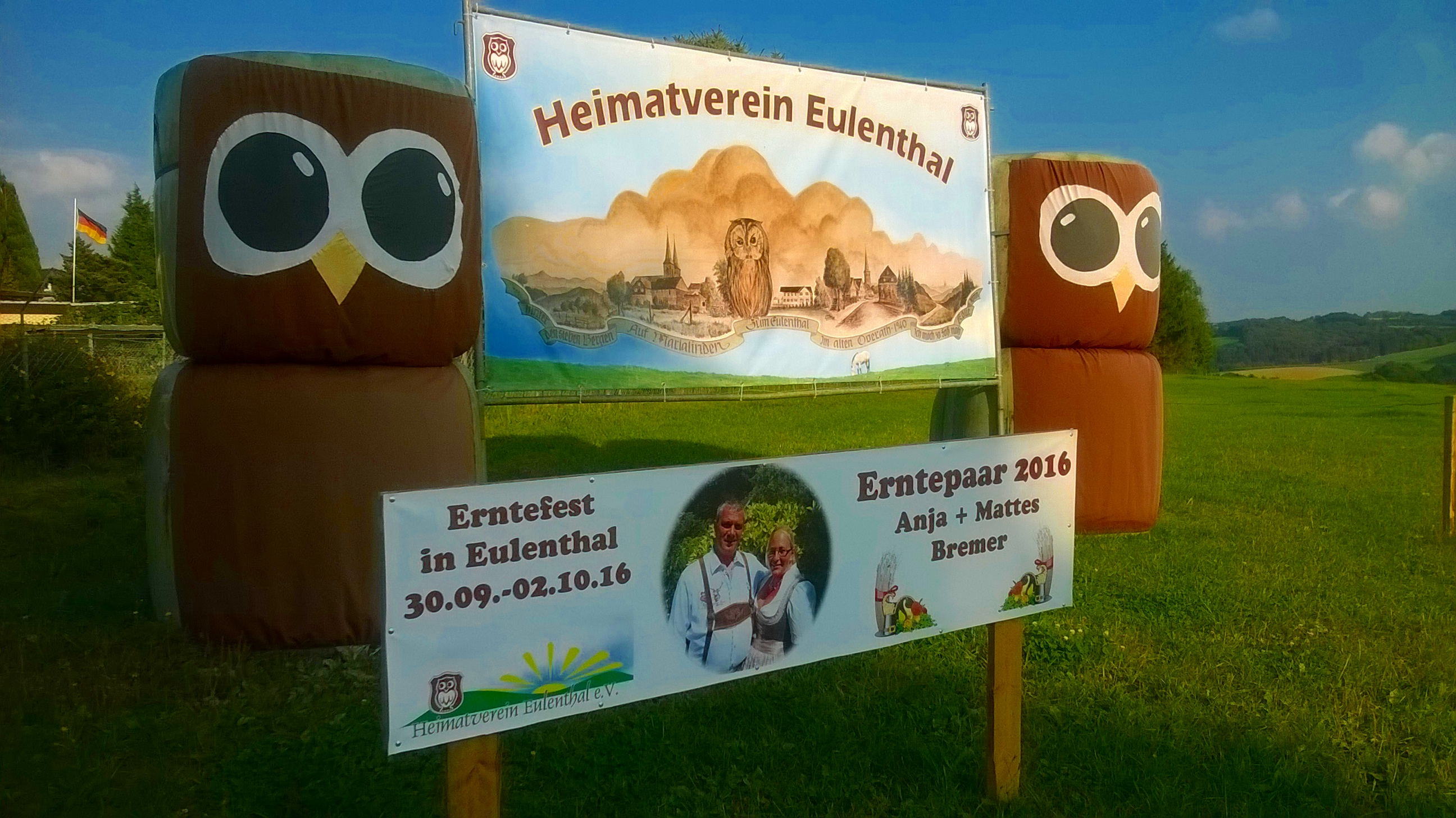
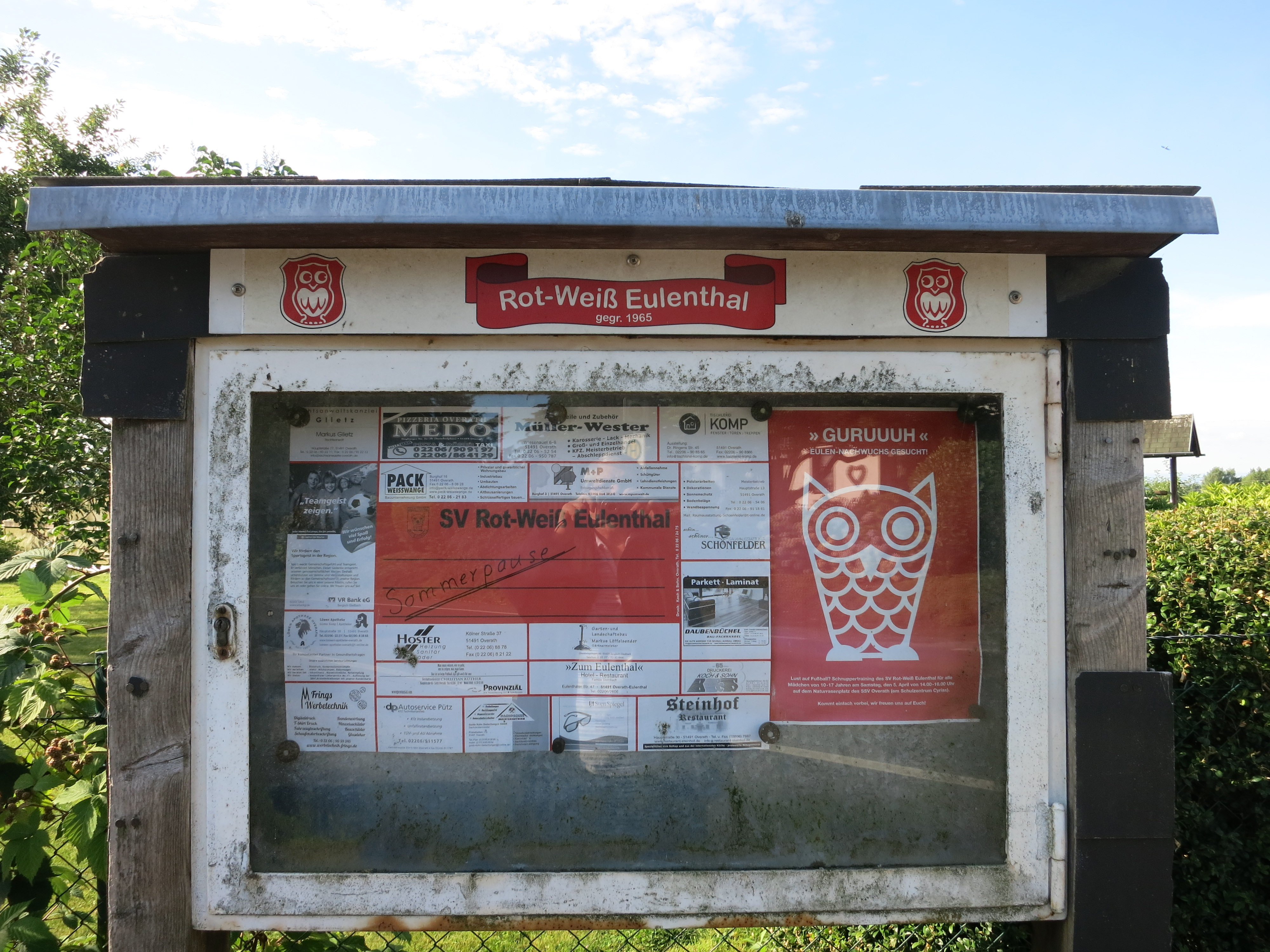